# Fontem
Fontem es un municipio del departamento de Lebialem de la región del Sudoeste, Camerún. En noviembre de 2005 tenía una población censada de 39 706 habitantes.
Se encuentra ubicado cerca de la frontera con Nigeria y al norte de la ciudad más poblada del país, Duala.